# Gelelektrofores

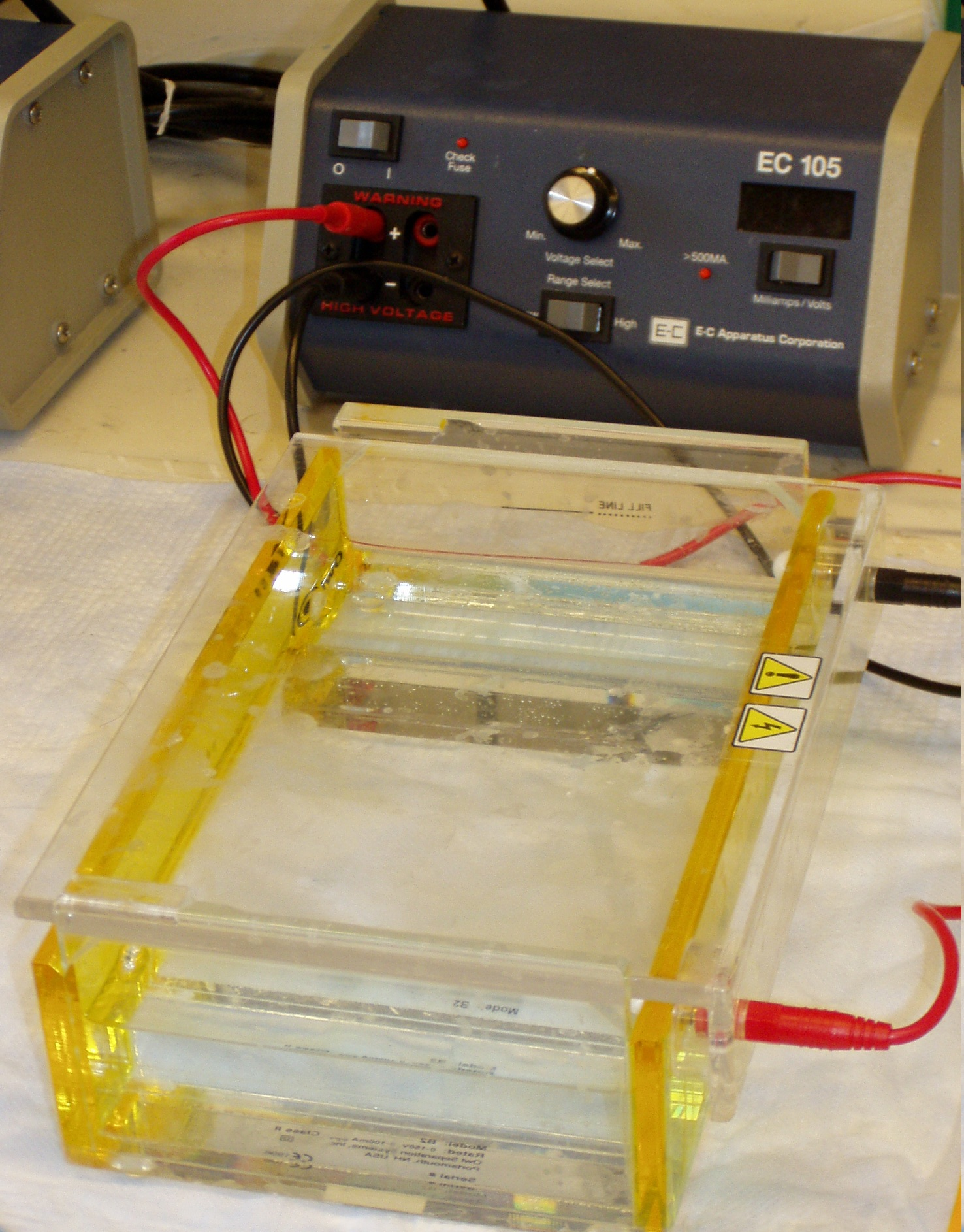
laboratorieuppställning för gelelektrofores.

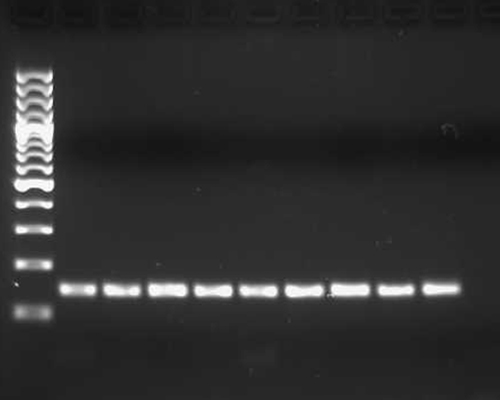
Genomförd elektrofores efter PCR, visualiserat genom UV-kamera.

Gelelektrofores är en metod för att separera molekyler genom användande av fenomenet att de rör sig med olika hastighet i en gel och under inverkan av ett elektriskt fält. Gelelektroforesmetoder separerar molekyler med avseende på deras laddning, storlek och massa genom att man lägger en elektrisk spänning över gelen där man laddat provet. Genom att de olika molekylerna rör sig längs samma linje med olika hastighet kommer de med tiden att befinna sig på olika platser i gelen. 
Skillnaderna i rörelsehastighet beror i varierande grad på olika elektrisk laddning, storlek respektive form. 
Genom val av buffertlösning kan man dessutom i viss mån påverka hur laddade molekylerna i gelen är. 
Gelelektrofores är en mycket vanlig molekylärbiologisk metod som framförallt används för separation av makromolekyler, till exempel proteiner och nukleinsyror. Oftast används geler som består av agaros (för DNA) eller polyakrylamid (för proteiner). En vanlig tillämpning av gelelektrofores är vid genkloning, då man med hjälp av PCR har producerat ett mycket stort antal kopior av ett DNA-fragment som är 100-5000 baspar långt.

## SDS-PAGE
Huvudartikel: SDS-PAGE.
SDS-PAGE (sodium dodecyl sulfate polyacrylamide gel electrophoresis) är en elektroforesmetod som används inom biokemi och molekylärbiologi för att separera proteiner.
För att kunna separera proteinerna efter storlek, trots att deras laddning per massa varierar starkt, måste de ges en negativ nettoladdning. Det sker genom att proteinerna blandas med detergenten SDS (natriumdodecylsulfat). Dodecylsulfatjonerna, som har en negativ laddning, binder till proteinmolekylerna så att proteinets egna laddning "dränks" och protein-SDS-komplexen får ett konstant förhållande mellan molekylmassa och laddning.
SDS denaturerar också proteinerna, så att all kvartär- och tertiärstruktur, samt nästan all sekundärstruktur försvinner. Den enda sekundärstruktur som blir kvar är disulfidbryggor. De tas bort genom att behandla proteinerna med reduktionsmedel som tex. β-merkaptoetanol eller DTT, som bryter upp många disulfidbryggor.
Under själva elektroforesen kommer ett stort protein att fördröjas medan ett litet lättare vandrar genom gelen. Efter SDS-PAGE visualiseras proteinerna genom tillsats av en blå infärgningsvätska, Coomassie brilliant blue. Denna binder enbart till proteinerna och inte till själva gelmatrisen vilket efter avfärgning resulterar i att proteinerna syns i gelen som blå fläckar, sk. band.
Proteiner med känd molekylmassa blandas till en sk. molekylviktstege som används som referens när man ska bestämma molekylmassan för proteinerna som analyserats. Genom att jämföra vandringssträckan hos proteinerna vars storlek är känd med vandringssträckan hos proteinerna i provet kan man bestämma storleken på proteinerna i sitt prov. SDS-PAGE är dock inte en kvantitativ analysmetod i strikt mening, utan måste kompletteras med andra metoder för att ge kvantitativa resultat. Det finns bland annat mjukvara som kan mäta intensiteten i varje band och på så sätt kvantifiera mängden av varje protein.